# Imiona hinduskie
Imiona hinduskie – imiona pojawiające się w indyjskim kręgu kulturowym. Już od starożytności (aż po dziś) widać w nich było wyraźne wpływy ze strony religii hinduistycznej – dzieciom nadawano imiona bóstw (dewa) i świętych (awatara) takie jak: Kryszna, Rama, Szarma. Później częściowo się to zmieniło – z przybyciem do Indii muzułmanów. Każde imię ma jakieś znaczenie i nie wszystkim wolno nazywać swoje dzieci imieniem przez siebie wybranym. Są imiona, które mogą być używane przez odpowiednie kasty (warny) np. bramini (urodzeni w najwyższej kaście) mogą używać m.in. imion takich jak Kanak (złoto, dla kobiet) i Rajat (srebro, dla mężczyzn).
Istnieje pewna tolerancja w doborze imienia świętej postaci w tradycji hinduistycznej. Przykładowo imię męskie Kryszna (pasterz, awatara Wisznu, bohater z Bhawadgity) może być patronem dla osób płci męskiej i żeńskiej.

## Rozbudowa imion
W obyczajowości indyjskiej popularne jest na co dzień dodawanie do imienia przedrostków i przyrostków o znaczeniu tytułów honoryfikatywnych typu:
- Śri
- Śrimati
- Ma
- Mata
- Dźi
- Babu
- Bapu